# Pressignac-Vicq
Pour les articles homonymes, voir Pressignac (homonymie) et Vicq.
Pressignac-Vicq est une commune française située dans le département de la Dordogne, en région Nouvelle-Aquitaine.

## Géographie

### Généralités
La commune de Pressignac-Vicq est située dans le sud du département de la Dordogne.
Le bourg de Pressignac, traversé par la route départementale (RD) 36, se situe, en distances orthodromiques, six kilomètres au nord de Lalinde et dix-sept kilomètres à l'ouest du Bugue. Celui de Vicq se situe deux kilomètres à l'est de Pressignac.
Deux autres routes départementales, la RD 8 à l'est et la RD 8E2 à l'ouest, desservent également le territoire communal.
Le territoire communal est parcouru par le GR de Pays entre Dordogne, Louyre et Lindois sur environ douze kilomètres, passant par les deux bourgs de Pressignac et de Vicq.

### Communes limitrophes
Pressignac-Vicq est limitrophe de six autres communes dont Baneuil au sud-ouest sur 700 mètres.
| Saint-Marcel-du-Périgord |                 | Sainte-Foy-de-Longas    |
| Cause-de-Clérans         | Pressignac-Vicq | Mauzac-et-Grand-Castang |
| Baneuil                  | Lalinde         |                         |

### Géologie et relief

#### Géologie
Situé sur la plaque nord du Bassin aquitain et bordé à son extrémité nord-est par une frange du Massif central, le département de la Dordogne présente une grande diversité géologique. Les terrains sont disposés en profondeur en strates régulières, témoins d'une sédimentation sur cette ancienne plate-forme marine. Le département peut ainsi être découpé sur le plan géologique en quatre gradins différenciés selon leur âge géologique. Pressignac-Vicq est située dans le troisième gradin à partir du nord-est, un plateau formé de calcaires hétérogènes du Crétacé.
Les couches affleurantes sur le territoire communal sont constituées de formations superficielles du Quaternaire et de roches sédimentaires datant pour certaines du Cénozoïque, et pour d'autres du Mésozoïque. La formation la plus ancienne, notée c5d, date du Campanien 4, des calcaires crayo-marneux grisâtres et des calcaires graveleux bioclastiques à orbitoides. La formation la plus récente, notée CFvs, fait partie des formations superficielles de type colluvions carbonatées de vallons secs : sable limoneux à débris calcaires et argile sableuse à débris. Le descriptif de ces couches est détaillé dans les feuilles « no 806 - Bergerac » et « no 807 - Le Bugue » de la carte géologique au 1/50 000 de la France métropolitaine, et leurs notices associées,.

Carte géologique de Pressignac-Vicq.

#### Relief et paysages
Le département de la Dordogne se présente comme un vaste plateau incliné du nord-est (491 m, à la forêt de Vieillecour dans le Nontronnais, à Saint-Pierre-de-Frugie) au sud-ouest (2 m à Lamothe-Montravel). L'altitude du territoire communal varie quant à elle entre 100 mètres à l'extrême nord-ouest, là où la Sérouze quitte la commune pour servir de limite entre celles de Cause-de-Clérans et Saint-Marcel-du-Périgord, et 206 ou 207 mètres au sud-est, au lieu-dit les Portes.
Dans le cadre de la Convention européenne du paysage entrée en vigueur en France le 1er juillet 2006, renforcée par la loi du 8 août 2016 pour la reconquête de la biodiversité, de la nature et des paysages, un atlas des paysages de la Dordogne a été élaboré sous maîtrise d’ouvrage de l’État et publié en octobre 2020. Les paysages du département s'organisent en huit unités paysagères,. La commune fait partie du Périgord central, un paysage vallonné, aux horizons limités par de nombreux bois, plus ou moins denses, parsemés de prairies et de petits champs.
La superficie cadastrale de la commune publiée par l'Insee, qui sert de référence dans toutes les statistiques, est de 17,06 km2,,. La superficie géographique, issue de la BD Topo, composante du Référentiel à grande échelle produit par l'IGN, est quant à elle de 17,11 km2.

### Hydrographie

#### Réseau hydrographique
La commune est située dans le bassin de la Dordogne au sein du Bassin Adour-Garonne. Elle est drainée par la Sérouze, le Clérans et le ruisseau de Barbeyrol, qui constituent un réseau hydrographique de 8 km de longueur totale,.
Au nord, le ruisseau de Barbeyrol, affluent de rive gauche de la Louyre, traverse la commune d'est en ouest sur deux kilomètres dont 750 mètres servent de limite face à Saint-Marcel-du-Périgord.
Autre affluent de rive gauche de la Louyre, la Sérouze prend sa source 300 mètres au nord-est du bourg de Pressignac, et traverse la commune en direction de l'ouest sur près de quatre kilomètres, lui servant de limite naturelle sur près de deux kilomètres, face à Cause-de-Clérans.
Le Clérans, affluent de rive droite de la Dordogne, prend sa source dans le sud-ouest de la commune et l'arrose sur un kilomètre et demi.

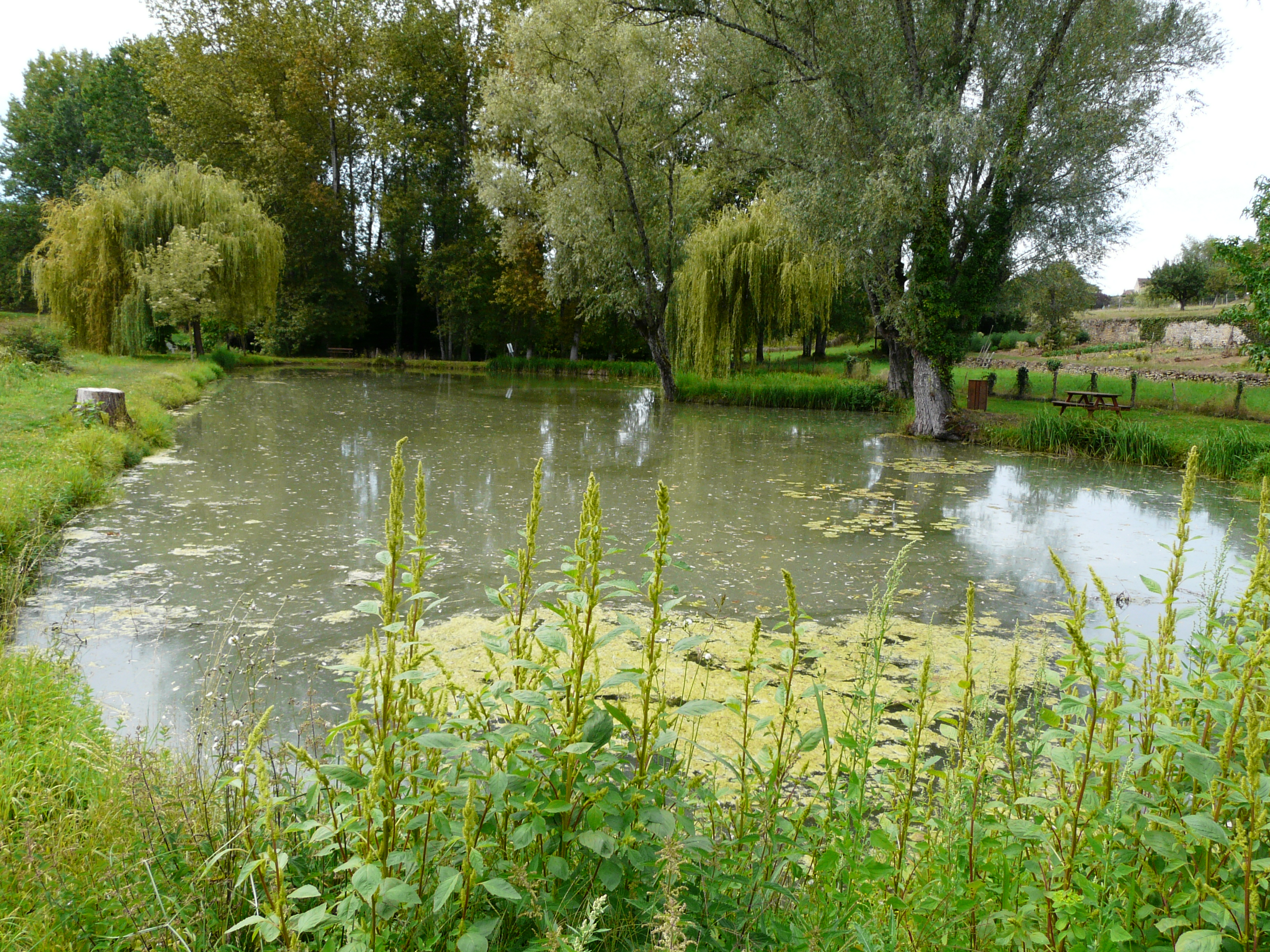
Étang alimenté par la Sérouze, en bordure de Pressignac.
Réseaux hydrographique et routier de Pressignac-Vicq.

#### Gestion et qualité des eaux
Le territoire communal est couvert par le schéma d'aménagement et de gestion des eaux (SAGE) « Dordogne Atlantique ». Ce document de planification, dont le territoire correspond au sous‐bassin le plus aval du bassin versant de la Dordogne (aval de la confluence Dordogne - Vézère)., d'une superficie de 2 700 km2 est en cours d'élaboration. La structure porteuse de l'élaboration et de la mise en œuvre est l'établissement public territorial de bassin de la Dordogne (EPIDOR). Il définit sur son territoire les objectifs généraux d’utilisation, de mise en valeur et de protection quantitative et qualitative des ressources en eau superficielle et souterraine, en respect des objectifs de qualité définis dans le troisième SDAGE du Bassin Adour-Garonne qui couvre la période 2022-2027, approuvé le 10 mars 2022.
La qualité des eaux de baignade et des cours d’eau peut être consultée sur un site dédié géré par les agences de l’eau et l’Agence française pour la biodiversité.

### Climat
Pour des articles plus généraux, voir Climat de la Nouvelle-Aquitaine et Climat de la Dordogne.
Historiquement, la commune est exposée à un climat océanique aquitain.  
En 2020, Météo-France publie une typologie des climats de la France métropolitaine dans laquelle la commune est exposée à un climat océanique altéré et est dans la région climatique  Aquitaine, Gascogne, caractérisée par une pluviométrie abondante au printemps, modérée en automne, un faible ensoleillement au printemps, un été chaud (19,5 °C), des vents faibles, des brouillards fréquents en automne et en hiver et des orages fréquents en été (15 à 20 jours).
Pour la période 1971-2000, la température annuelle moyenne est de 12,6 °C, avec  une amplitude thermique annuelle de 15,1 °C. Le cumul annuel moyen de précipitations est de 905 mm, avec 11,8 jours de précipitations en janvier et 6,8 jours en juillet. Pour la période 1991-2020, la température moyenne annuelle observée sur la station météorologique la plus proche, située sur la commune de Bergerac à 19 km à vol d'oiseau, est de 13,2 °C et le cumul annuel moyen de précipitations est de 792,9 mm,. Pour l'avenir, les paramètres climatiques de la commune estimés pour 2050 selon différents scénarios d’émission de gaz à effet de serre sont consultables sur un site dédié publié par Météo-France en novembre 2022.

### Milieux naturels et biodiversité

#### Espaces protégés
La protection réglementaire est le mode d’intervention le plus fort pour préserver des espaces naturels remarquables et leur biodiversité associée,.
La commune fait partie du bassin de la Dordogne, un territoire d'une superficie de 24 000 km2 reconnu réserve de biosphère par l'UNESCO en juillet 2012 et se situe dans sa « zone de transition ».

#### Réseau Natura 2000
Le réseau Natura 2000 est un réseau écologique européen de sites naturels d'intérêt écologique élaboré à partir des directives habitats et oiseaux, constitué de zones spéciales de conservation (ZSC) et de zones de protection spéciale (ZPS).
Aucun site Natura 2000 n'a été défini sur la commune.

#### Zones naturelles d'intérêt écologique, faunistique et floristique
L'inventaire des zones naturelles d'intérêt écologique, faunistique et floristique (ZNIEFF) a pour objectif de réaliser une couverture des zones les plus intéressantes sur le plan écologique, essentiellement dans la perspective d’améliorer la connaissance du patrimoine naturel national et de fournir aux différents décideurs un outil d’aide à la prise en compte de l’environnement dans l’aménagement du territoire.
En 2022, deux ZNIEFF sont recensées sur la commune d’après l'INPN.
Ces ZNIEFF de type 2 sont deux zones boisées situées de part et d'autre de la commune.
Au sud-est, sur environ 10 % du territoire communal, la combe des Foulissards est un ensemble de collines boisées, notamment de chênes pubescents (Quercus pubescens) qui sert de refuge de la grande faune et à plusieurs espèces de rapaces. À l'est du château de la Finou, elle s'étend sur 5,55 km2, sur le territoire de trois communes (Lalinde, Mauzac-et-Grand-Castang et Pressignac-Vicq. L'intérêt majeur de cette ZNIEFF réside dans la présence de vingt-huit espèces déterminantes (six animales et vingt-deux végétales).
Au sud-ouest, au nord du ruisseau de Clérans, près de Bareyroux et Boucharel, sur environ vingt-deux hectares, une infime partie du territoire communal constitue l'extrémité orientale de la « forêt de Liorac », refuge de la grande faune, une ZNIEFF qui s'étend sur 24,3 km2 et qui concerne six communes (Cause-de-Clérans, Lamonzie-Montastruc, Liorac-sur-Louyre, Mouleydier, Pressignac-Vicq et Saint-Sauveur). L'intérêt majeur de cette ZNIEFF réside dans la présence de dix-huit espèces déterminantes (onze animales et sept végétales).

## Urbanisme

### Typologie
Au 1er janvier 2024, Pressignac-Vicq est catégorisée commune rurale à habitat très dispersé, selon la nouvelle grille communale de densité à 7 niveaux définie par l'Insee en 2022.
Elle est située hors unité urbaine et hors attraction des villes,.

### Occupation des sols
L'occupation des sols de la commune, telle qu'elle ressort de la base de données européenne d’occupation biophysique des sols Corine Land Cover (CLC), est marquée par l'importance des forêts et milieux semi-naturels (51,8 % en 2018), une proportion sensiblement équivalente à celle de 1990 (51,4 %). La répartition détaillée en 2018 est la suivante :
forêts (51,8 %), zones agricoles hétérogènes (35,5 %), prairies (7,8 %), terres arables (5 %). L'évolution de l’occupation des sols de la commune et de ses infrastructures peut être observée sur les différentes représentations cartographiques du territoire : la carte de Cassini (XVIIIe siècle), la carte d'état-major (1820-1866) et les cartes ou photos aériennes de l'IGN pour la période actuelle (1950 à aujourd'hui).

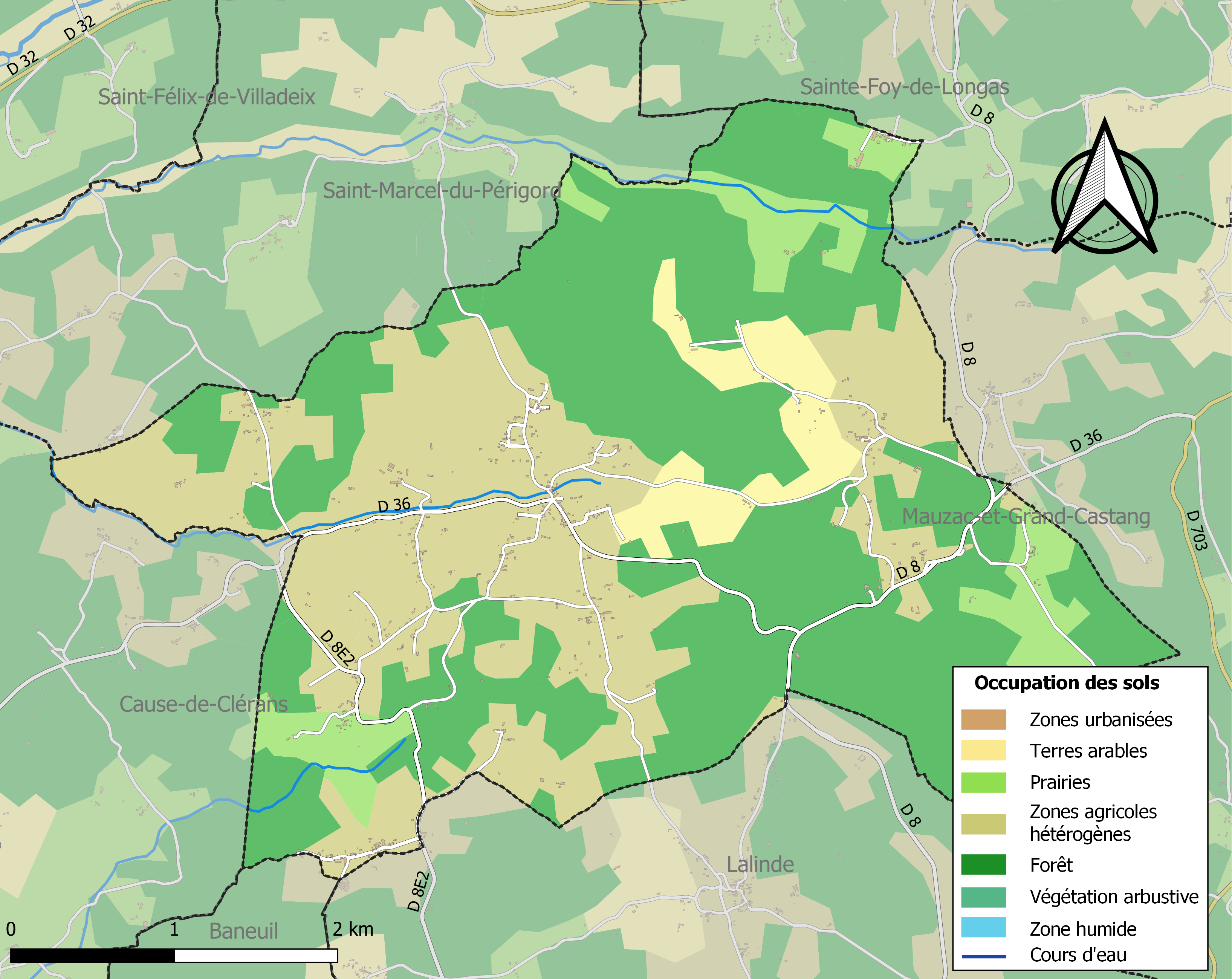
Carte des infrastructures et de l'occupation des sols de la commune en 2018 (CLC).

### Villages, hameaux et lieux-dits
Outre les bourgs de Pressignac et de Vicq proprement dits, le territoire de Pressignac-Vicq se compose d'autres villages ou hameaux, ainsi que de lieux-dits :
- Barbeyrol
- Bareyroux
- Beausserie
- les Bécoux
- Belletie
- Bois de Cabant
- le Bois du Prince
- la Borne
- le Bosc de Castang
- Boucharel
- le Bouygou
- le Brandal
- Broutissou
- le Brugal
- la Brugue
- Campréal
- le Castang Grolié
- la Croix de Péjoin
- le Cros
- le Doucet
- l'Étoile
- Fonbonnet
- la Font du Rat
- Fontjamme
- la Fourquerie
- le Fraisse
- Aux Hommes Morts
- le Labouret
- le Lac de Sales
- le Lac de Valat
- Lescure
- Lespinasse
- Mallemort
- la Moletie
- Montirat
- le Mortier
- le Moulin de Vicq
- Mounichoux
- Peillaudit
- Perrot
- le Petit Tuile
- Peyroche
- le Peyrou
- Place Saint-Front
- Ponsillou
- les Portes
- la Pouleille
- les Pourroux
- le Rosier
- le Sol
- le Soulas
- le Terme
- Teruscle
- le Tic.

### Prévention des risques
Le territoire de la commune de Pressignac-Vicq est vulnérable à différents aléas naturels : météorologiques (tempête, orage, neige, grand froid, canicule ou sécheresse), feux de forêts, mouvements de terrains et séisme (sismicité très faible). Un site publié par le BRGM permet d'évaluer simplement et rapidement les risques d'un bien localisé soit par son adresse soit par le numéro de sa parcelle.
Pressignac-Vicq est exposée au risque de feu de forêt. L’arrêté préfectoral du 14 mars 2013 fixe les conditions de pratique des incinérations et de brûlage dans un objectif de réduire le risque de départs d’incendie. À ce titre, des périodes sont déterminées : interdiction totale du 15 février au 15 mai et du 15 juin au 15 octobre, utilisation réglementée du 16 mai au 14 juin et du 16 octobre au 14 février. En septembre 2020, un plan inter-départemental de protection des forêts contre les incendies (PidPFCI) a été adopté pour la période 2019-2029,.

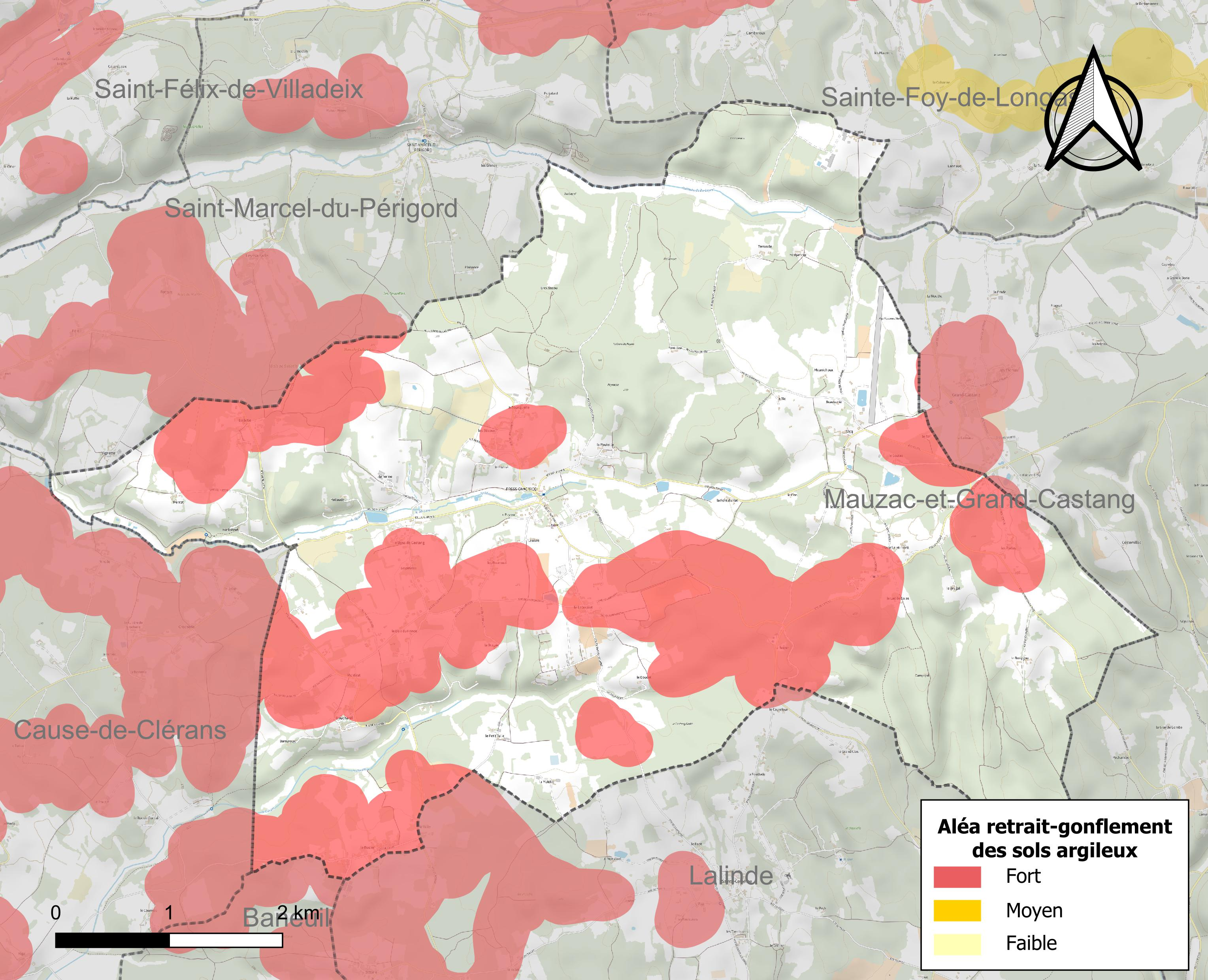
Carte des zones d'aléa retrait-gonflement des sols argileux de Pressignac-Vicq.

Les mouvements de terrains susceptibles de se produire sur la commune sont des tassements différentiels. Le retrait-gonflement des sols argileux est susceptible d'engendrer des dommages importants aux bâtiments en cas d’alternance de périodes de sécheresse et de pluie. 28 % de la superficie communale est en aléa moyen ou fort (58,6 % au niveau départemental et 48,5 % au niveau national métropolitain). Depuis le 1er octobre 2020, en application de la loi ÉLAN, différentes contraintes s'imposent aux vendeurs, maîtres d'ouvrages ou constructeurs de biens situés dans une zone classée en aléa moyen ou fort,.
La commune a été reconnue en état de catastrophe naturelle au titre des dommages causés par les inondations et coulées de boue survenues en 1982, 1988, 1993 et 1999, par la sécheresse en 1989 et par des mouvements de terrain en 1999.

## Toponymie
Les communes de Pressignac et de Vicq ont fusionné sous le nom de Pressignac-Vicq en 1960.
La première mention écrite connue de Pressignac a été relevée dans un pouillé du XIIe siècle, sous la forme Prescinhac. Le nom du lieu évolue ensuite dans sa version latine en Prescinhacum en 1382, puis sous la forme fautive Presingnhac dans un acte notarié de 1582.
Le nom de Pressignac est dérivé d'un personnage gallo-roman, Priscinus, suivi du suffixe -acum, désignant ainsi le « domaine de Priscinus ».
Le nom de Vicq apparaît pour la première fois en 1382 sous la forme Vicus. En 1648, l'église ou la paroisse, Saint-Sauveur-de-Vicq, est notée parmi les bénéfices de l'évêché de Périgueux. Sur la carte de Cassini représentant la France entre 1756 et 1789, le village est identifié sous le nom de Vic.
L'étymologie de Vicq dérive du latin vicus signifiant « village, bourg », que l'on retrouve dans Neuvic.
En occitan, la commune porte le nom de Pressinhac e Vic.

## Histoire
Le territoire communal a été occupé par des humains aussi bien au Paléolithique qu'au Néolithique.
Vers la fin de la seconde Guerre mondiale, le 21 juin 1944, après avoir incendié Mouleydier, la 11e Panzerdivision de la Wehrmacht se dirige vers le lieu-dit Lac de Valat à Grand-Castang où est installé le poste de commandement des Forces françaises de l'intérieur pour la Dordogne-Sud. Les Allemands, freinés par les maquisards une première fois à Cancelade, puis dans le bourg de Pressignac, incendient ce dernier, après avoir abattu plusieurs résistants.
La commune a été décorée de la croix de guerre 1939-1945 le 11 novembre 1948, distinction également attribuée à dix-huit autres communes de la Dordogne.
Le 13 août 1960, les communes de Pressignac et de Vicq fusionnent sous le nom de Pressignac-Vicq.

En mémoire des personnes tuées par les Allemands le 21 juin 1944.
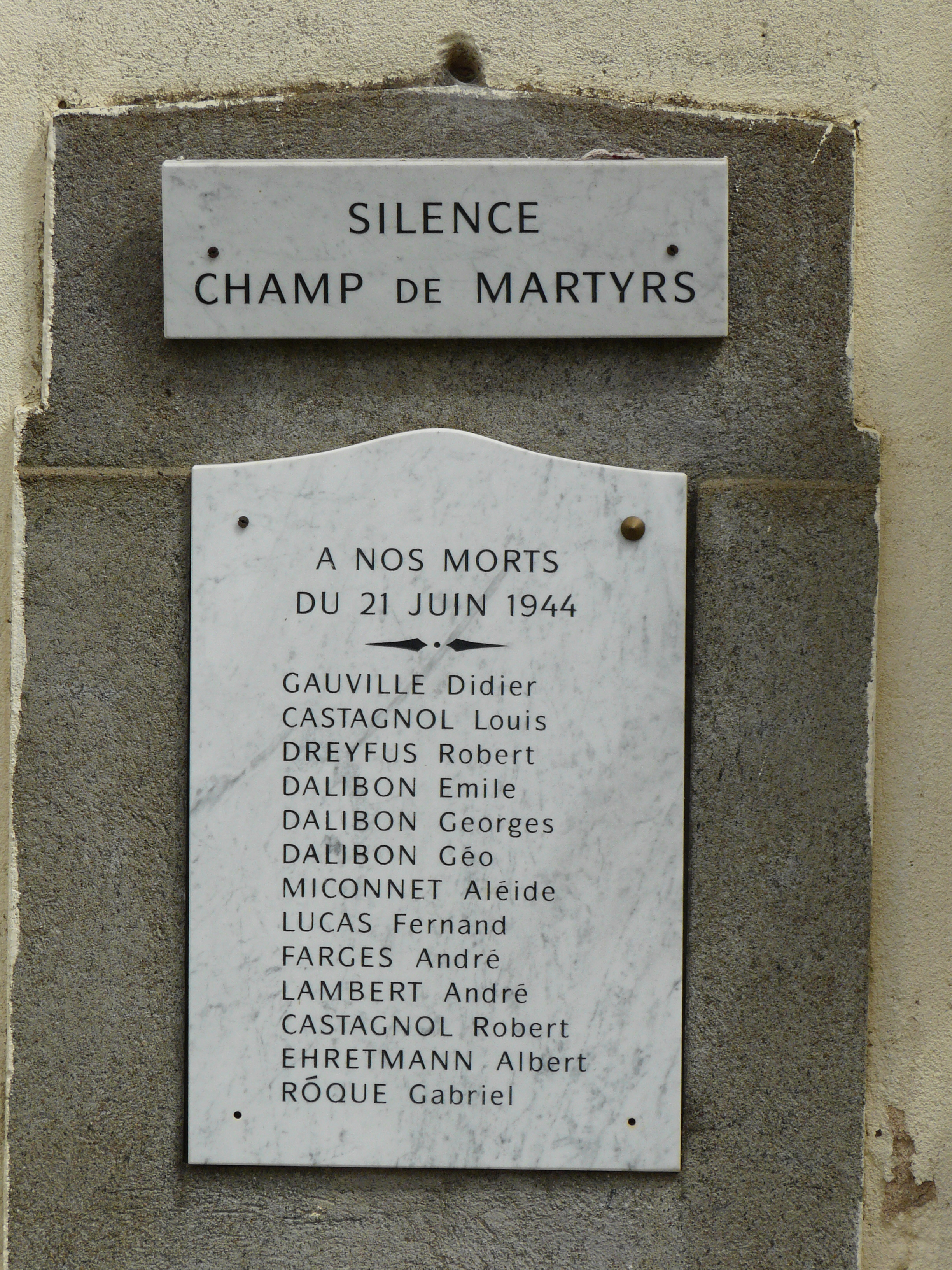
Stèle dans le bourg de Pressignac.
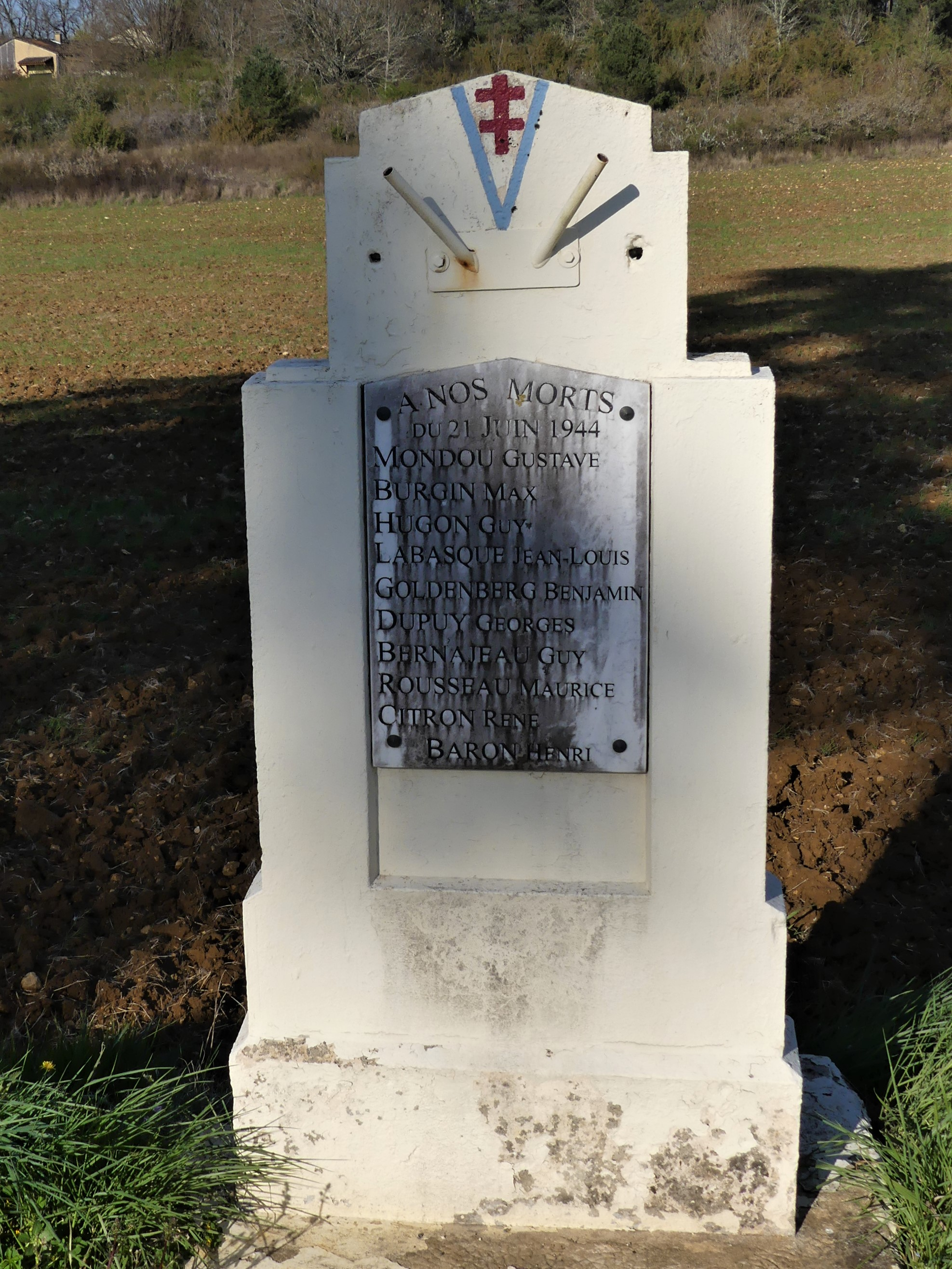
Stèle au sud-ouest du bourg de Pressignac.
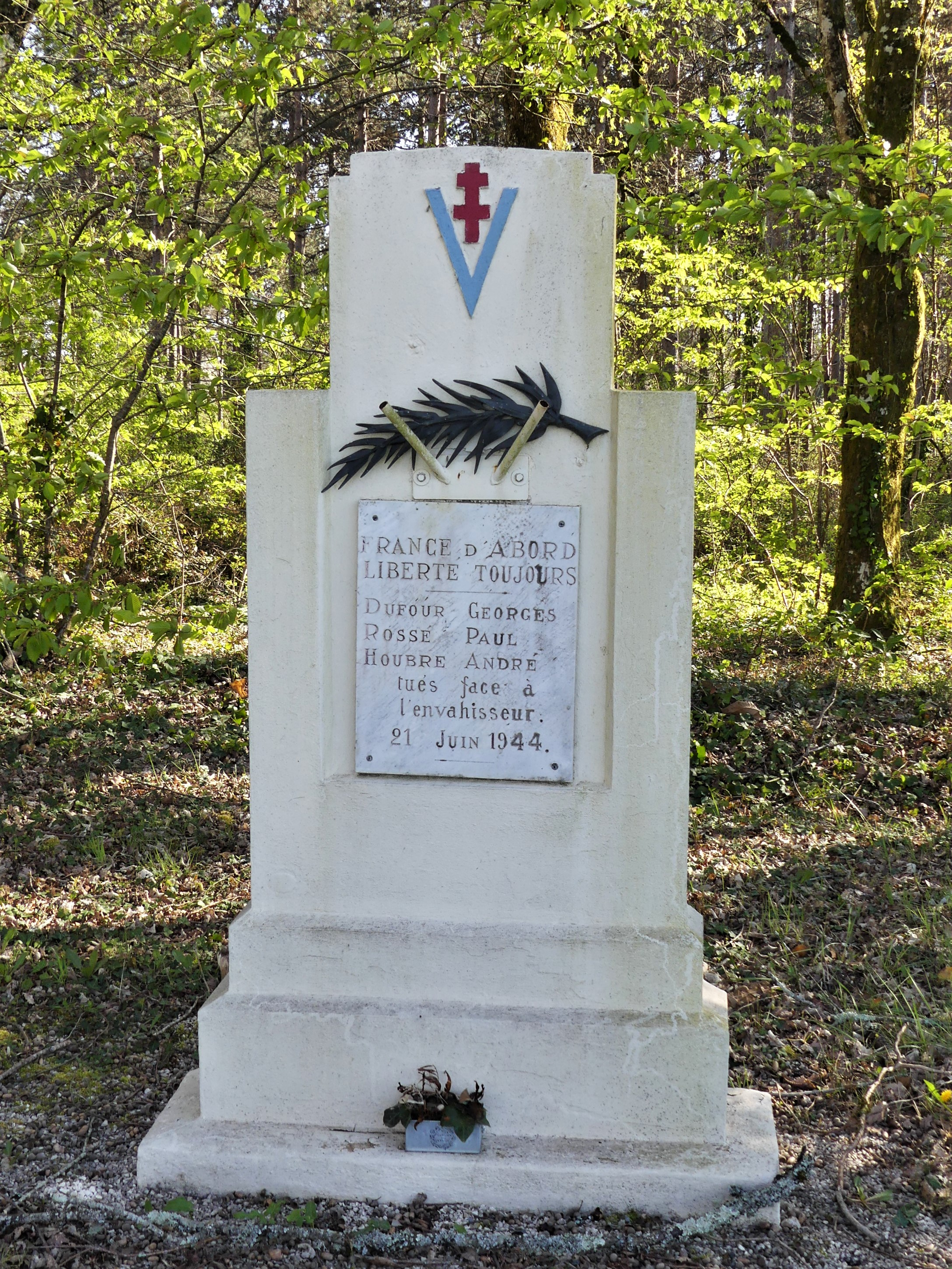
Stèle à l'angle des RD 8 et 36.
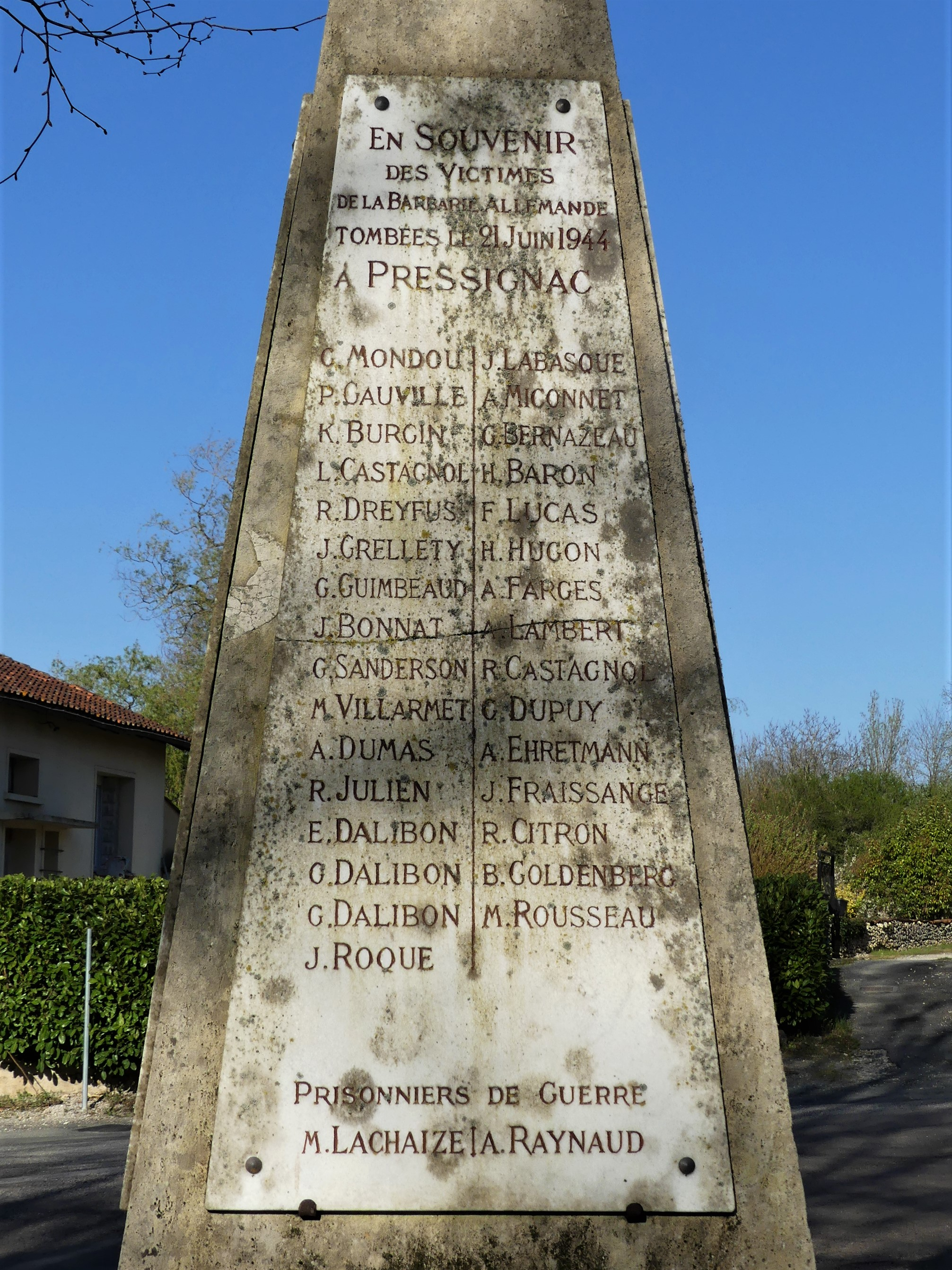
Plaque sur le monument aux morts.
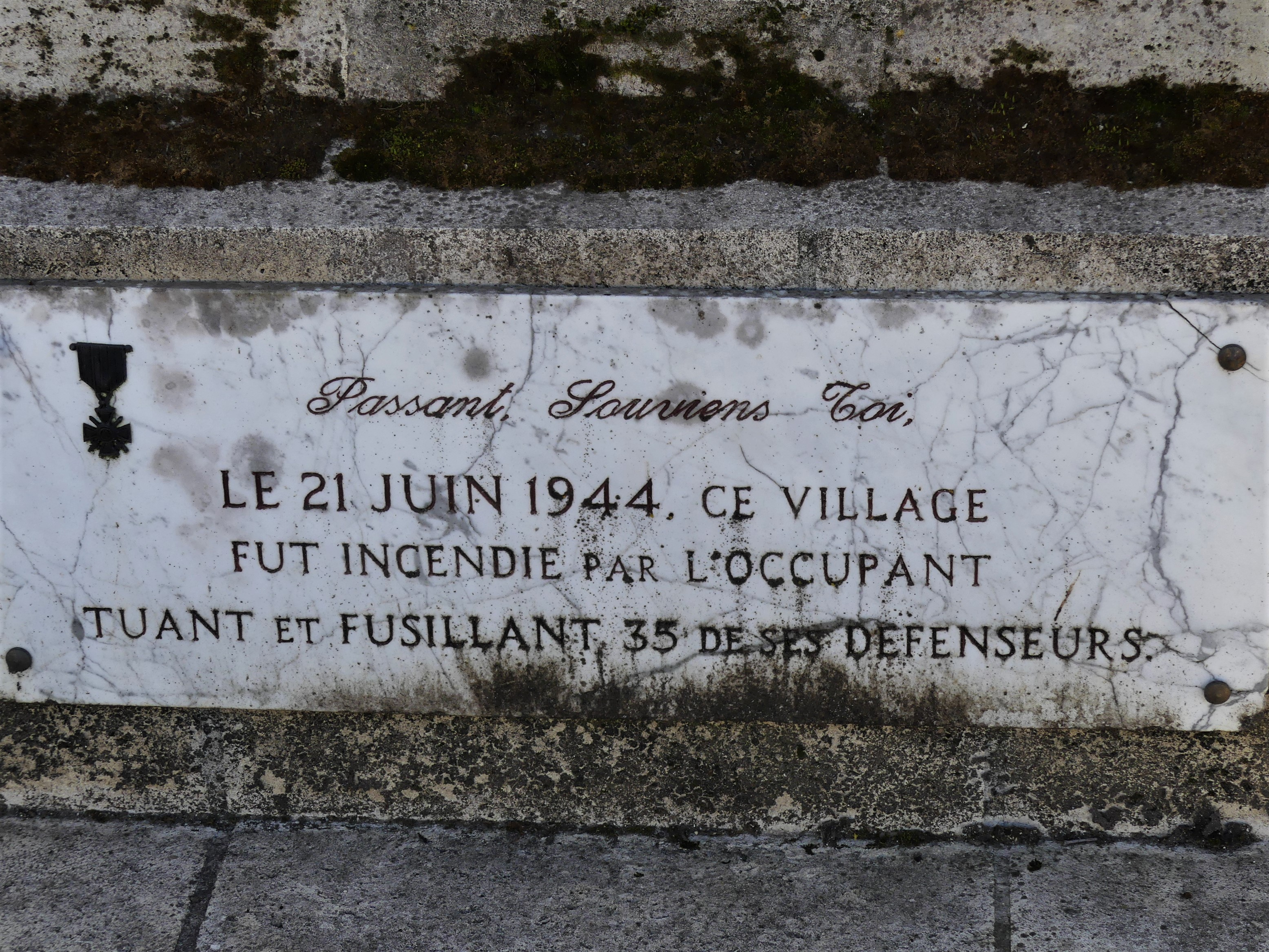
Plaque sur le monument aux morts.
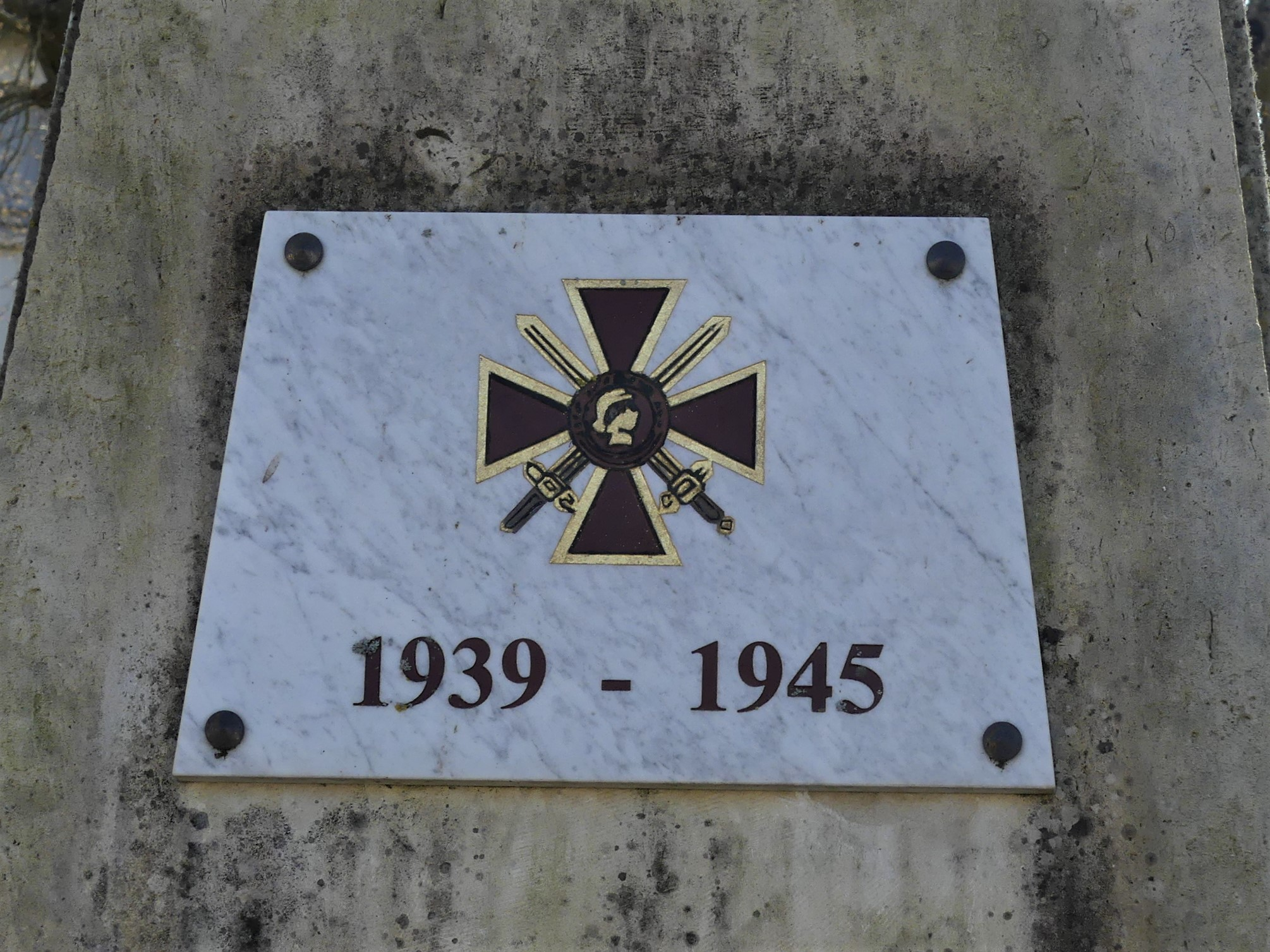
La croix de guerre 1939-1945 sur le monument aux morts.

## Politique et administration

### Rattachements administratifs
La commune de Pressignac a, dès 1790, été rattachée au canton de Liorac qui dépendait du district de Bergerac. En 1800, le canton de Liorac est supprimé, de même que les districts, et la commune est rattachée au canton de Lalinde dépendant de l'arrondissement de Bergerac.
Lors de l'importante réforme de 2014 définie par le décret du 21 février 2014 et supprimant la moitié des cantons du département, la commune reste attachée au même canton qui devient bien plus étendu.

### Intercommunalité
En 2002, Pressignac-Vicq intègre la communauté de communes Entre Dordogne et Louyre. Cette structure intercommunale fusionne avec quatre autres pour former au 1er janvier 2013 la communauté de communes des Bastides Dordogne-Périgord.

### Administration municipale
La population de la commune étant comprise entre 100 et 499 habitants au recensement de 2017, onze conseillers municipaux ont été élus en 2020,.

### Liste des maires

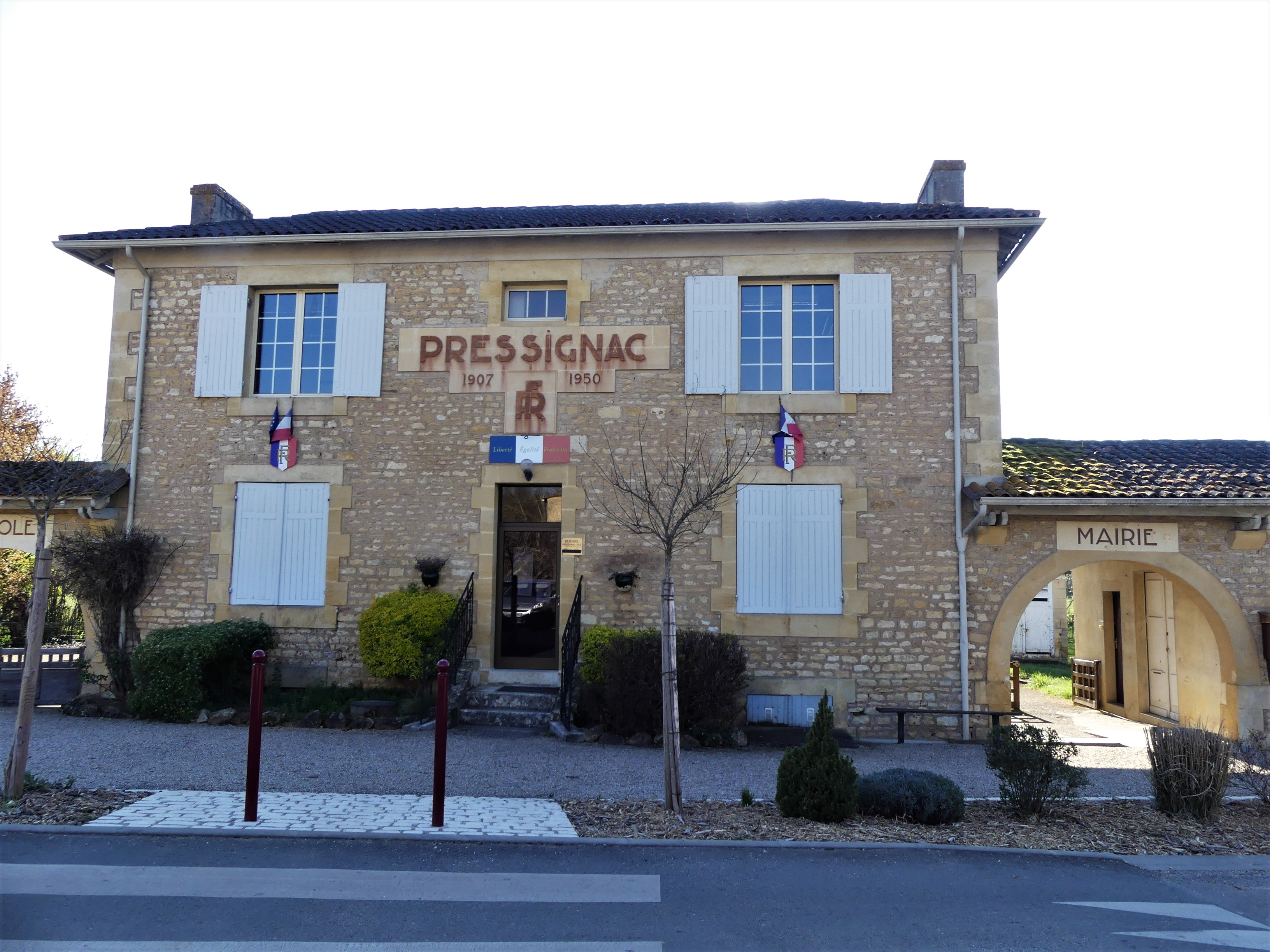
La mairie en 2022.

| Période                                  | Période    | Identité              | Étiquette | Qualité  |
| ---------------------------------------- | ---------- | --------------------- | --------- | -------- |
| Les données manquantes sont à compléter. |            |                       |           |          |
|                                          |            |                       |           |          |
| 1959                                     | 1989       | Jean Augeyrolles      |           |          |
| 1989                                     | 1993       | François-Régis Bourla |           |          |
| 1993                                     | 2001       | Christiane Labasse    |           |          |
| mars 2001                                | juin 2011  | Jean-Marie Philippo   | SE        | Retraité |
| juillet 2011                             | avril 2014 | Patrick Breton        |           |          |
| avril 2014 (réélu en mai 2020)           | En cours   | Benoît Bourla         |           |          |

## Équipements et services publics

### Justice
Dans le domaine judiciaire, Pressignac-Vicq relève :
- du tribunal judiciaire, du tribunal pour enfants, du conseil de prud'hommes et du tribunal de commerce de Bergerac ;
- du pôle Nationalité du tribunal judiciaire de Périgueux (compétent uniquement dans le domaine de la nationalité) ;
- de la cour d'appel, du tribunal administratif et de la cour administrative d'appel de Bordeaux.

## Population et société

### Démographie
Jusqu'en 1960, les communes de Pressignac et de Vicq  étaient indépendantes. En 1960, Vicq fusionne avec Pressignac, qui devient la commune de Pressignac-Vicq.

#### Démographie de Pressignac, puis de Pressignac-Vicq
Les habitants de Pressignac-Vicq se nomment les Pressignaco-Vicois.
L'évolution du nombre d'habitants est connue à travers les recensements de la population effectués dans la commune depuis 1793. Pour les communes de moins de 10 000 habitants, une enquête de recensement portant sur toute la population est réalisée tous les cinq ans, les populations de référence des années intermédiaires étant quant à elles estimées par interpolation ou extrapolation. Pour la commune, le premier recensement exhaustif entrant dans le cadre du nouveau dispositif a été réalisé en 2006.

En 2022, la commune comptait 454 habitants, en évolution de +3,18 % par rapport à 2016 (Dordogne : +0,37 %, France hors Mayotte : +2,11 %).
| 1793 | 1800 | 1806 | 1821 | 1831 | 1836 | 1841 | 1846 | 1851 |
| ---- | ---- | ---- | ---- | ---- | ---- | ---- | ---- | ---- |
| 370  | 665  | 552  | 617  | 555  | 596  | 571  | 604  | 532  |

| 1856 | 1861 | 1866 | 1872 | 1876 | 1881 | 1886 | 1891 | 1896 |
| ---- | ---- | ---- | ---- | ---- | ---- | ---- | ---- | ---- |
| 583  | 536  | 524  | 487  | 501  | 474  | 442  | 426  | 393  |

| 1901 | 1906 | 1911 | 1921 | 1926 | 1931 | 1936 | 1946 | 1954 |
| ---- | ---- | ---- | ---- | ---- | ---- | ---- | ---- | ---- |
| 413  | 408  | 405  | 280  | 282  | 271  | 277  | 259  | 243  |

| 1962 | 1968 | 1975 | 1982 | 1990 | 1999 | 2006 | 2011 | 2016 |
| ---- | ---- | ---- | ---- | ---- | ---- | ---- | ---- | ---- |
| 313  | 341  | 341  | 349  | 385  | 448  | 453  | 475  | 440  |

| 2021 | 2022 | - | - | - | - | - | - | - |
| ---- | ---- | - | - | - | - | - | - | - |
| 444  | 454  | - | - | - | - | - | - | - |

## Économie

### Emploi
En 2018, parmi la population communale comprise entre 15 et 64 ans, les actifs représentent 190 personnes, soit 44,1 % de la population municipale. Le nombre de chômeurs (vingt-trois) a diminué par rapport à 2013 (trente-deux) et le taux de chômage de cette population active s'établit à 11,9 %.

### Établissements
Au 31 décembre 2015, la commune compte quarante-cinq établissements, dont vingt-trois au niveau des commerces, transports ou services, onze dans l'agriculture, la sylviculture ou la pêche, sept dans la construction, trois relatifs au secteur administratif, à l'enseignement, à la santé ou à l'action sociale, et un dans l'industrie.

## Culture locale et patrimoine

### Lieux et monuments
- L'église Notre-Dame-de-la-Nativité de Pressignac[72], de style roman[51], a été édifiée au XIIe siècle et a fait l'objet de modifications du XIIIe jusqu'au XIXe siècle. Fortifiée et présentant encore un imposant clocher-donjon[73], elle est inscrite au titre des monuments historiques depuis 1948[74].
- L'église Saint-Sauveur de Vicq[72] a été bâtie au XIXe siècle sur des bases romanes[51], elles-mêmes succédant à un premier édifice carolingien[75]. Elle est également inscrite au titre des monuments historiques depuis 2017[75].
- Château de Vicq[76], à côté de l'église de Vicq.
- Gentilhommière de Soulas, acquise en 1603 par la famille Gontier de Soulas[77].

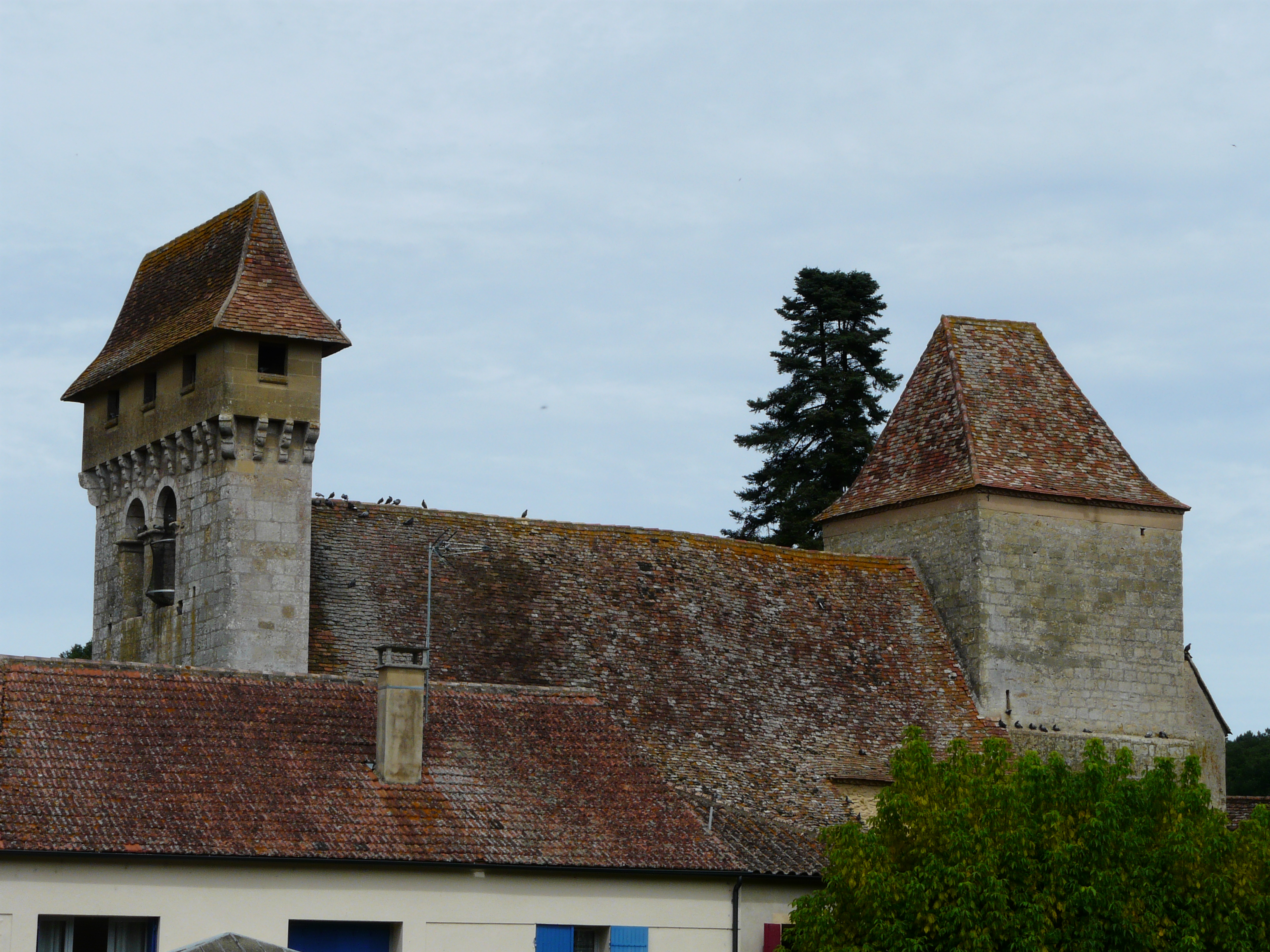
Les deux clochers de l'église de Pressignac.
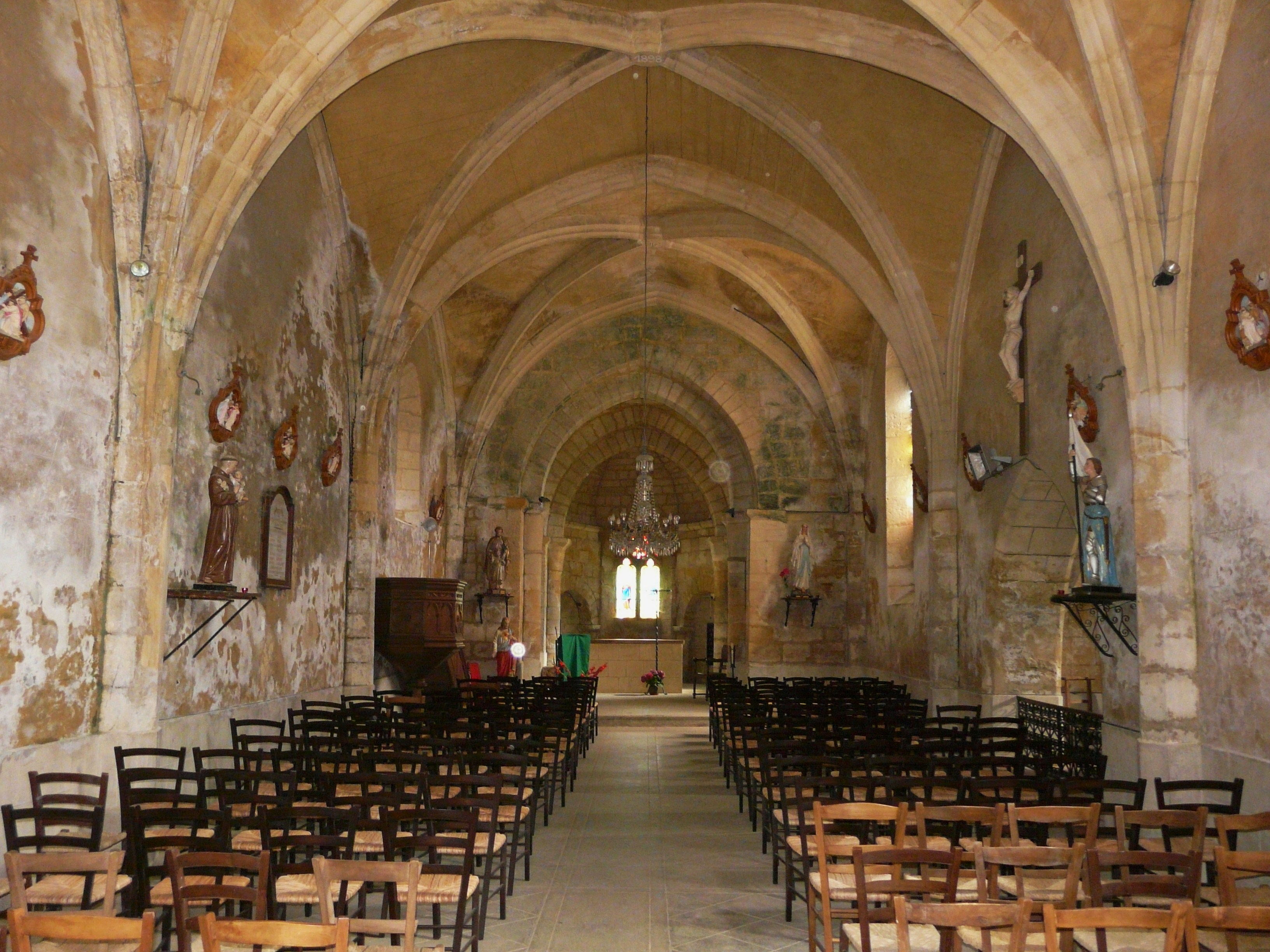
Sa nef.
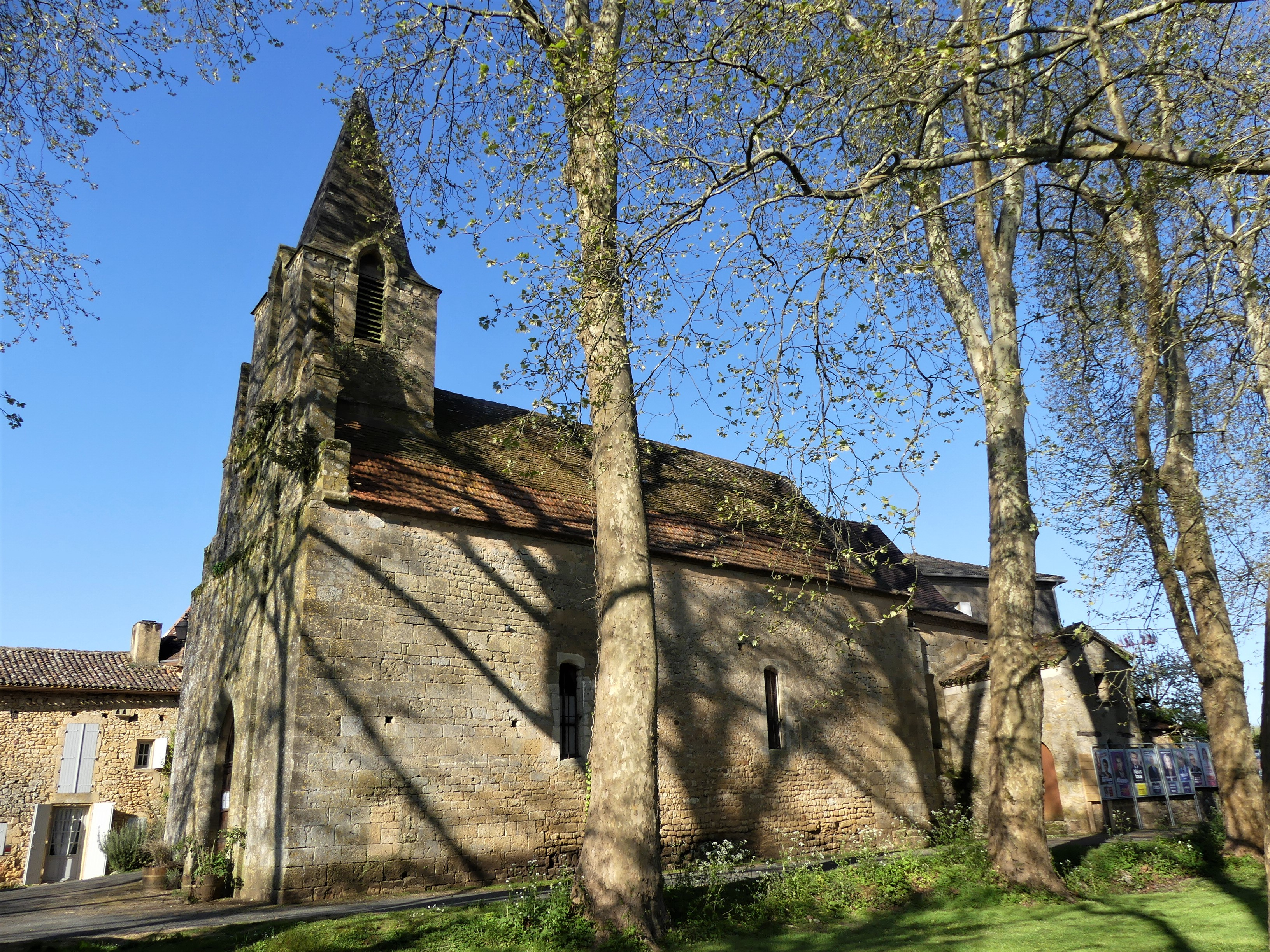
L'église Saint-Sauveur de Vicq.
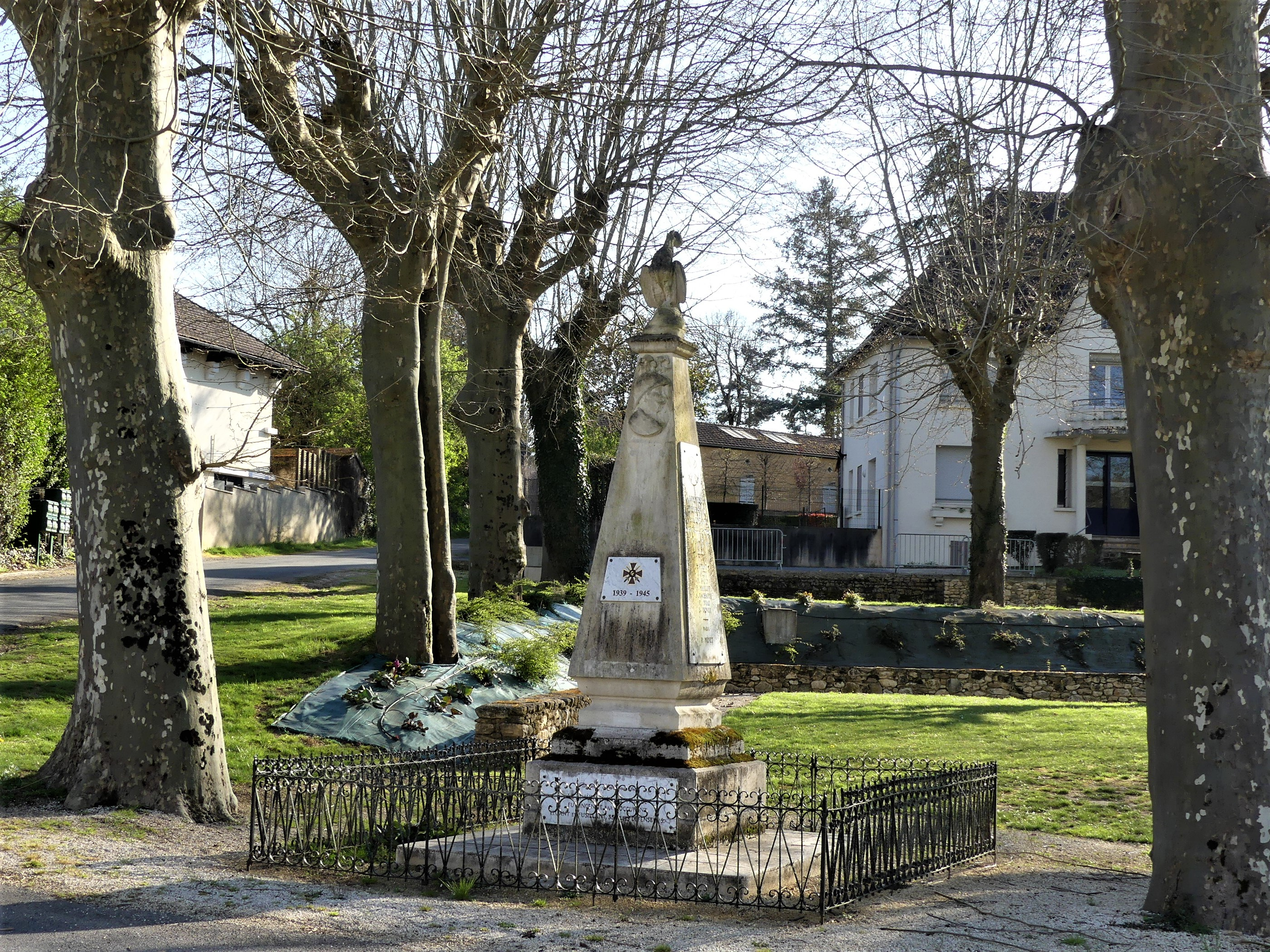
Le monument aux morts.
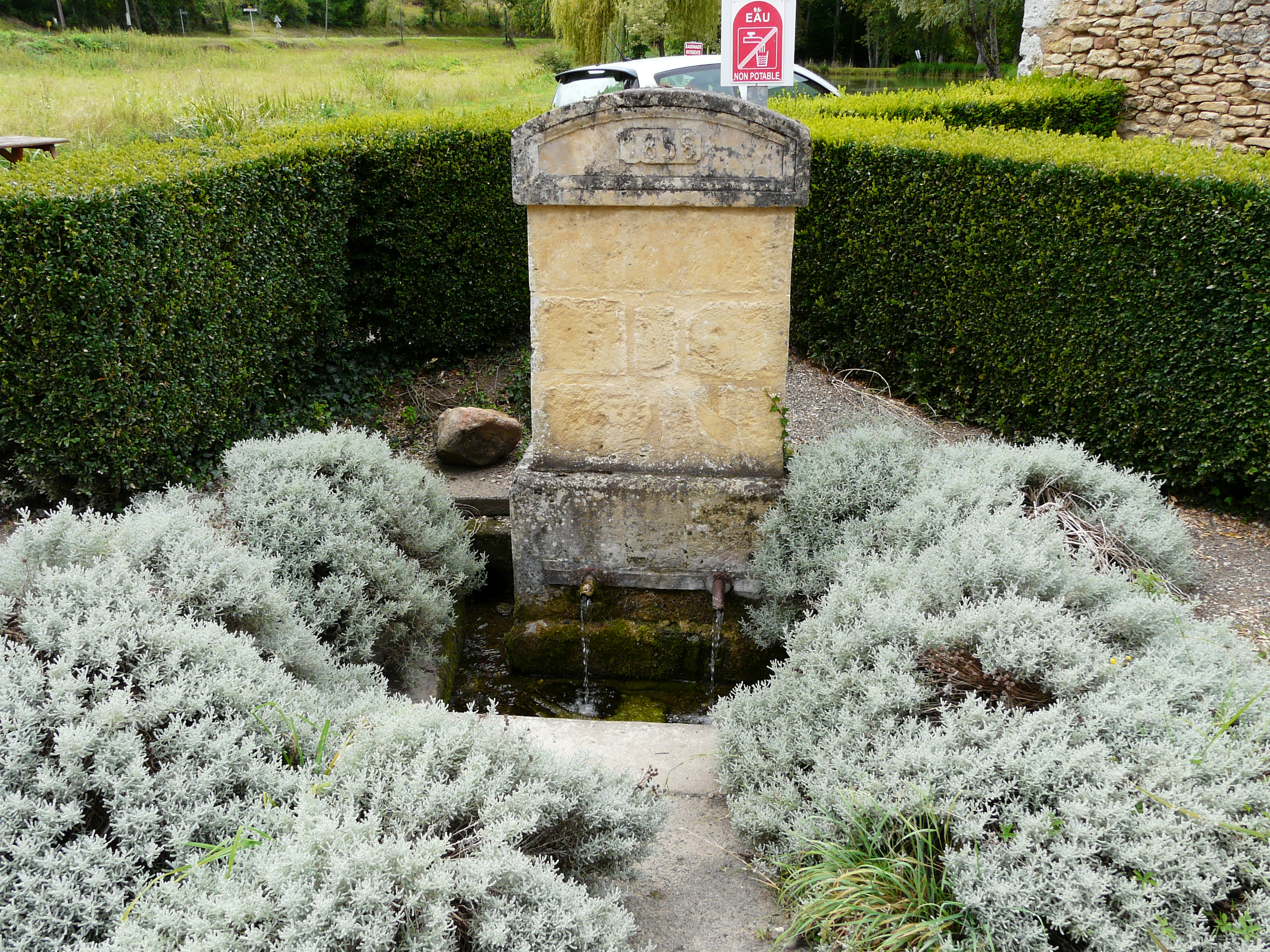
Fontaine de 1858 au bourg de Pressignac.

### Héraldique
| Blason de Pressignac-Vicq | Blason  | Parti : au 1er d'azur à trois besants d'argent, au 2e de gueules à trois roses d’or, l'ensemble des six mis en orle ; sur le tout taillé de sinople et de sable. * Il y a là non-respect de la règle de contrariété des couleurs : ces armes sont fautives (sinople + sable brochant sur azur + gueules). |
| Blason de Pressignac-Vicq | Détails | Le statut officiel du blason reste à déterminer. |

## Pour approfondir